# Madison (Virginia)
Madison es una localidad del Condado de Madison, Virginia, Estados Unidos. Según el censo de 2000 tenía una población de 210 habitantes y una densidad de población de 368.6 hab/km².

## Demografía
Según el censo de 2000, había 210 personas, 109 hogares y 57 familias residiendo en la localidad. La densidad de población era de 368,6 hab./km². Había 115 viviendas con una densidad media de 201,8 viviendas/km². El 71,90% de los habitantes eran blancos, el 28,10% afroamericanos.
Según el censo, de los 109 hogares en el 22,9% había menores de 18 años, el 36,7% pertenecía a parejas casadas, el 11,9% tenía a una mujer como cabeza de familia y el 47,7% no eran familias. El 44,0% de los hogares estaba compuesto por un único individuo y el 21,1% pertenecía a alguien mayor de 65 años viviendo solo. El tamaño promedio de los hogares era de 1,93 personas y el de las familias de 2,65.
La población estaba distribuida en un 18,6% de habitantes menores de 18 años, un 7,1% entre 18 y 24 años, un 25,2% de 25 a 44, un 22,4% de 45 a 64 y un 26,7% de 65 años o mayores. La media de edad era 45 años. Por cada 100 mujeres había 89,2 hombres. Por cada 100 mujeres de 18 años o más, había 76,3 hombres.
Los ingresos medios por hogar en la localidad eran de 32.188 dólares ($) y los ingresos medios por familia eran 43.750 $. Los hombres tenían unos ingresos medios de 34.500 $ frente a los 18.958 $ para las mujeres. La renta per cápita para la ciudad era de 21.445 $. El 8,1% de la población y el 4,5% de las familias estaban por debajo del umbral de pobreza. El 9,1% de los menores de 18 años y el 5,1% de los habitantes de 65 años o más vivían por debajo del umbral de pobreza.

## Geografía
Según la Oficina del Censo de los Estados Unidos, la localidad tiene un área total de 0,6 km², todos ellos correspondientes a tierra firme.